# Uppdämning
Uppdämning, uppdämningspolitik (eng. containment), var en utrikespolitisk strategi som tillämpades av USA under kalla kriget. Uppdämning beskrevs i George F. Kennans berömda artikel "The Sources of Soviet Conduct", mer känd som X-artikeln, som publicerades i juli 1947 i tidskriften Foreign Affairs. Idén var att besegra Sovjetunionen genom att hindra den från att sprida kommunismen till andra länder: "Huvudinslaget i USA:s politik gentemot Sovjetunionen måste vara en långsiktig, tålmodig men fast och vaksam uppdämning av ryska expansionstendenser". Många av uppdämningspolitikens idéer hade först beskrivits i Kennans långa telegram (februari 1946) men då utan att ordet "uppdämning" användes. Kennans idéer inspirerade till Trumandoktrinen och dominoteorin.